# شيغه-رو أوكي
شيغه-رو أوكي (باليابانية: 青木繁؛ بالكانا: あおき しげる) هو رسام ياباني، ولد في 13 يوليو 1882 في كورومي في اليابان، وتوفي في 25 مارس 1911 في فوكوكا في اليابان بسبب سل.

## وصلات خارجية
- شيغه-رو أوكي على موقع ميوزك برينز (الإنجليزية)